# Tvorchi
Tvorchi, geschreven als TVORCHI, is een Oekraïense muziekgroep.

## Biografie
De groep werd in 2017 opgericht in Ternopil door twee studenten aan de plaatselijke universiteit. Het duo bracht dat jaar twee singles uit, gevolgd door een eerste studioalbum een jaar later. Eind 2022 nam de groep deel aan Vidbir, de Oekraïense preselectie voor het Eurovisiesongfestival. Met het nummer Heart of Steel won Tvorchi de nationale finale, waardoor het Oekraïne mocht vertegenwoordigen op het Eurovisiesongfestival 2023, dat gehouden werd in het Britse Liverpool. Tvorchi strandde daar op de zesde plaats.
2003: Oleksandr Ponomarjov · 
2004: Ruslana · 
2005: GreenJolly · 
2006: Tina Karol · 
2007: Vjerka Serdjoetsjka · 
2008: Ani Lorak · 
2009: Svitlana Loboda · 
2010: Alyosha · 
2011: Mika Newton · 
2012: Gaitana · 
2013: Zlata Ohnevytsj · 
2014: Maria Jaremtsjoek · 
2016: Jamala · 
2017: O.Torvald · 
2018: Mélovin · 
2021: Go_A · 
2022: Kalush Orchestra · 
2023: Tvorchi · 
2024: Alyona Alyona & Jerry Heil · 
2025: Ziferblat